# Agata Bogusz

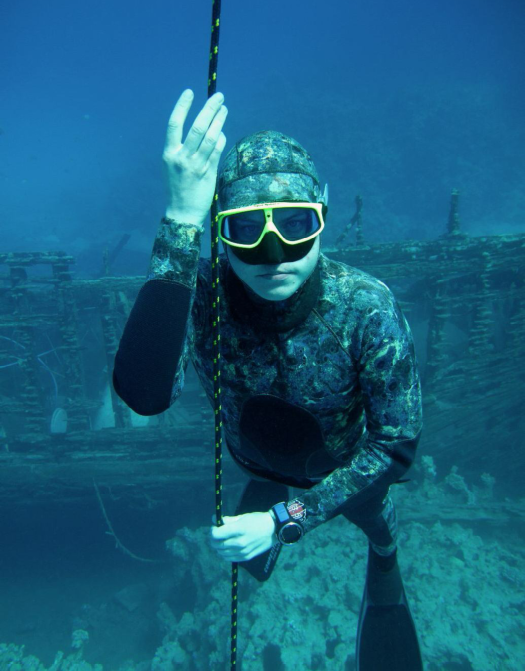
Agata Bogusz na tle wraku Sha’ab Marsa w Marsa Alam

Agata Bogusz (ur. 1985) – polska freediverka, uczennica 17-krotnego mistrza świata Umberto Pelizzariego, ustanowiła rekordy Polski w czterech z ośmiu, uznawanych przez Association Internationale pour le Developpement de l’Apnée (AIDA) konkurencji freedivingowych. Aktualnie jest posiadaczką rekordu Polski w kategorii stały balast w płetwach (Constant Weight Apnea with Fins) - 101 m.

## Pasja podróży
Z zacięciem realizuje hasło „byle dalej od cywilizacji”, pod którym realizuje swoją pasje podróżowania, przywożąc mnóstwo zdjęć i ciekawych opowieści. Bezczynność uważa za największego wroga, stąd szeroki wachlarz zainteresowań sportowo-rekreacyjnych; od nurkowania, windsurfingu, żeglarstwa po snowboard, rolki i jeździectwo.
Uczestniczka bicia rekordu w Projekcie 9000 jako nurek wspierający.

## Freediving zawodowo
Nieprzerwane zainteresowanie tą dyscypliną sportu, doprowadziło Agatę do osiągnięcia aktualnego statusu:
- instruktora freedivingu w stopniu Instruktor Trener trzech największych międzynarodowych organizacji freedivingu AIDA, PADI oraz PURE APNEA
- instruktora freedivingu AIDA (jako pierwszy instruktor w Polsce)[4]
- sędziego freedivingu AIDA[5]
- instruktor pierwszej pomocy EFR
- instruktora freedivingu Apnea Academy[6]
- instruktora nurkowania sportowego z akwalungiem PSAI[7]
- instruktora sportu specjalizacji fitness

Założycielka szkoły Bluego, poprzez którą prowadzi kursy freedivingu oraz propaguje tę dyscyplinę sportu na arenie krajowej.
Razem z Aleksandrą Sulkiewicz oraz Emilią Białą jest współorganizatorką corocznych ogólnopolskich zlotów freediverek.

## Polskie rekordy ustanowione przez Agatę[14]
| Dyscyplina                                                  | Rekord | Data                 | Miejsce              |
| ----------------------------------------------------------- | ------ | -------------------- | -------------------- |
| Stały balast (Constant Weight – CWT)                        | 101 m  | 13 października 2019 | Kalamata, Grecja     |
| Stały balast (Constant Weight – CWT)                        | 92 m   | 6 października 2019  | Kalamata, Grecja     |
| Stały balast (Constant Weight – CWT)                        | 85 m   | 27 sierpnia 2017     | Panglao, Filipiny    |
| Stały balast (Constant Weight – CWT)                        | 81 m   | 26 sierpnia 2017     | Panglao, Filipiny    |
| Stały balast bez płetw (Constant Weight Without Fins – CNF) | 46 m   | 28 lipca 2017        | Panglao, Filipiny    |
| Free Immersion (Free Immersion Apnea – FIM)                 | 66 m   | 1 maja 2016          | Panglao, Filipiny    |
| Stały balast (Constant Weight – CWT)                        | 71 m   | 30 kwietnia 2016     | Panglao, Filipiny    |
| Stały balast (Constant Weight – CWT)                        | 55 m   | 5 października 2009  | Egipt (próba indyw.) |
| Stały balast bez płetw (Constant Weight Without Fins – CNF) | 36 m   | 7 września 2009      | Dahab, Egipt         |
| Free Immersion (Free Immersion Apnea – FIM)                 | 51 m   | 5 września 2009      | Dahab, Egipt         |
| Pływanie dynamiczne z płetwami (Dynamic With Fins – DYN)    | 150 m  | 28 maja 2010         | Zlin, Czechy         |